# 放射流束
放射流束（英語: radiative flux、放射フラックス）は光子やほかの素粒子が輸送するエネルギー流束であり、単位は（J·m–2·s–1）（＝W/m2）である。天文学において星の等級やスペクトル型の決定や、熱流束の一般化に用いられる。